# Parafia św. Huberta w Rzeszowie
Parafia św. Huberta w Rzeszowie - Miłocinie – parafia rzymskokatolicka znajdująca się w diecezji rzeszowskiej w dekanacie Rzeszów Fara, na terenie dawnej miejscowości Miłocin. Erygowana w 1969 roku. 

## Historia

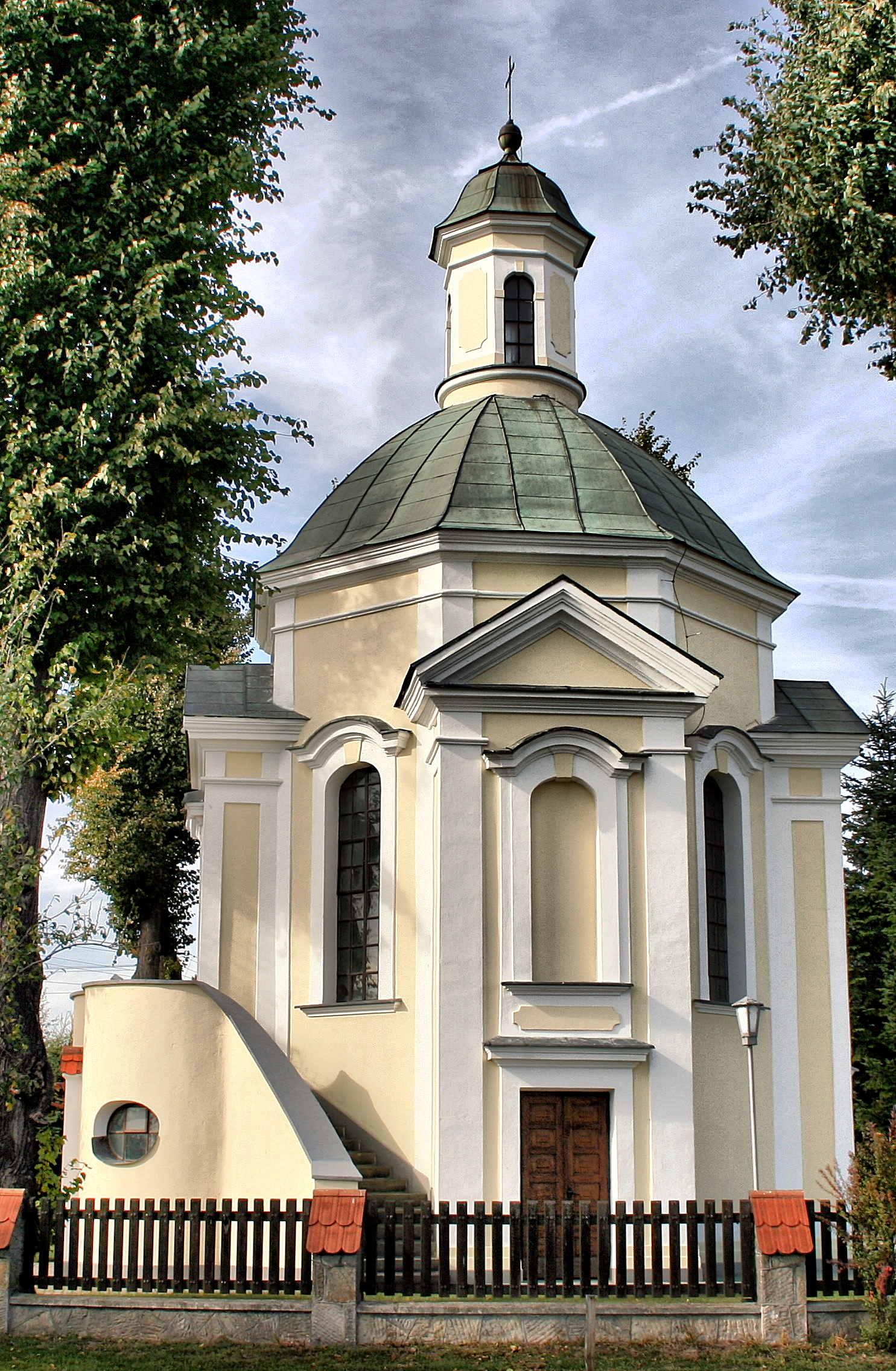
Kaplica św. Huberta
(Kościół parafialny 1969-2000)

W latach 1741–1745 w Miłocinie zbudowano kaplicę pw. św. Huberta, z fundacji księcia Jerzego Ignacego Lubomirskiego, jako wotum dziękczynne za uratowanie księcia, który został ranny podczas polowania w lesie. 
30 grudnia 1969 roku dekretem bpa Ignacego Tokarczuka została erygowana parafia pw. św. Huberta, z wydzielonego terytorium parafii św. Józefa. W 2000 roku zbudowano murowany kościół, według projektu arch. inż. Jana Krawczyka. 5 września 2000 roku bp Kazimierz Górny dokonał wmurowania kamienia węgielnego i poświęcenia kościoła. 30 maja 2009 roku bp Kazimierz Górny dokonał konsekracji kościoła. Na terenie parafii jest 1350 wiernych.
1 stycznia 2019 roku Miłocin został włączony do miasta Rzeszowa i stała się dzielnicą miasta.
Proboszczowie parafii:
1969–1998. ks. Tadeusz Warzybok.
1997–1998. ks. Jan Krzywiński (administrator).
1998–2017. ks. Edward Rusin.
2017– nadal ks. Józef Mucha.